# Katrina Law
Katrina Law (nascida Joyce J. Houseknecht; Condado de Gloucester, 30 de setembro de 1985) é uma atriz estadunidense, mais conhecida pelo seu papel na série Arrow (Nyssa al-Ghul).

## Filmografia
| Ano           | Título                                    | Papel                |
| ------------- | ----------------------------------------- | -------------------- |
| 2000          | Lucky Numbers                             | Adolescente          |
| 2001          | Third Watch                               | Ani Bailey           |
| 2001          | Bottomfeeders                             | Ursula               |
| 2002          | Reba                                      | Morgan Brooks        |
| 2002          | Emmett's Mark                             | Francine             |
| 2003          | 44 Minutes: The North Hollywood Shoot-Out | Kate                 |
| 2005          | Choker                                    | Santo                |
| 2006          | If You Lived Here, You'd Be Home Now      |                      |
| 2006          | All In                                    | Dealer No. 1         |
| 2007          | A New Tomorrow                            | Katherine Schatz     |
| 2007          | The Rookie: CTU                           | Kate Wyman           |
| 2008          | Stiletto                                  | Biker Chick No. 2    |
| 2008          | The Rookie: Day 3 Extraction              | Kate                 |
| 2009          | Chuck                                     | Alexis               |
| 2009          | Kuckledraggers                            | Jenna                |
| 2010          | Spartacus: Blood and Sand                 | Mira                 |
| 2010          | Legend of the Seeker                      | Garren the Mord Sith |
| 2010          | The Grind                                 | Jemma                |
| 2010          | An American Hero                          | Emily Latchaw        |
| 2010          | The Resistance                            | Lana                 |
| 2010          | Mafioso                                   | Alex Johnson         |
| 2011          | 3 Minutes                                 | Caçadora             |
| 2012          | Spartacus: Vengeance                      | Mira                 |
| 2013          | Death Valley                              |                      |
| 2013          | Ch:os:en                                  | Amber                |
| 2013          | Snow Bride                                | Greta Kaine          |
| 2014          | Arrow                                     | Nyssa al-Ghul        |
| 2015          | 12 Gifts of Christmas                     | Anna                 |
| 2019-2020     | Hawaii Five-0                             | Quinn Liu            |
| 2021-presente | NCIS                                      | Jessica Knight       |

## Vida pessoal
Katrina é filha de uma mãe chinesa originária da ilha de Taiwan, e de um pai americano descendente de italianos e alemães. Ela cresceu em Nova Jérsia e se formou em Teatro. Trabalhou como barista em Beverly Hills, foi assim que conheceu seu marido Keith. Se casou em 2013 na Costa Rica. Em 26 de dezembro de 2018 teve sua primeira filha, de nome Kinley. Tem um cão da raça Pitbull resgatado de nome Odin.